# 元经
《元经》，旧本题隋王通撰。共十卷，是仿《春秋》体例而作的编年体史书。

## 内容
隋朝学者王通模拟儒家经典《六经》，撰成《续六经》，其中续《春秋》之书即是《元经》。但清代以来学者多考证此书为后人伪作。
《元经》前九卷始于西晋太熙元年，终于隋开皇九年，旧说是王通原书。第十卷记事始于隋开皇十年，迄于唐武德元年，旧说薛收续撰。解经之传文题薛收传。《元经》记事简要，史料价值有限，然而著者寓《春秋》笔法于其中，并藉史事阐说微言大义，这使此书具有极其重要的思想史价值。